# Prix de la libre expression
Le prix de la libre expression, créé en 1991 par l'Union internationale de la presse francophone (UPF), avec le concours de l'Agence intergouvernementale de la francophonie (AIF), est attribué à un journaliste qui a « dans un environnement difficile, maintenu son indépendance malgré les atteintes à sa personne » (art. 2).

## Lauréats
- 1991 :  Pius Njawé, directeur du journal le Messager
- 1993 :  Amer Oumalou
- 1995 :  Edouard Ouédraogo, directeur de l'Observateur paalga
- 1996 :  Bah Ould Saleck directeur de l'hebdomadaire Mauritanie Nouvelles
- 1997 :  La presse indépendante algérienne
- 1998 :  Begoto Yaldet Oulatar, directeur de Ndjamena Hebdo
- 1999 : non attribué
- 2000 :  /  Michel Auger, journaliste au Journal de Montréal
- 2001 :  Lucien Messan, directeur du Combat du Peuple
- 2002 : non attribué
- 2003 :  le Rénovateur, journal publié à Vientiane
- 2004 :  Les journaux d'Abidjan Le Patriote et 24 heures
- 2005 :  May Chidiac
- 2006 : non attribué
- 2007 :  Seydina Oumar Diarra, Sambi Touré, Ibrahima Fall, Alexis Kalambry et Haméye Cissé
- 2008 :  Moussa Kaka
- 2009 :  TV+ Gabon